# Aulus Hirtius
Aulus Hirtius (90 v.Chr. - 43 v.Chr. voor Mutina) was een Romeins generaal, politicus en schrijver.

## Carrière
Hirtius was vanaf 54 v.Chr. al officier in het leger van Julius Caesar en werkte in 50 v.Chr. als diplomaat voor Pompeius. Tijdens de Romeinse Burgeroorlog tussen Caesar en Pompeius diende hij in Hispania. In 46 v.Chr. werd hij praetor en in 45 gouverneur van de provincie Gallia Transpadana. 
In 43 v.Chr., het jaar na de moord op Caesar, was hij consul van Rome. Eerst was hij een medestander van Marcus Antonius, maar hij werd door Cicero overreed om naar het kamp van de senaat over te stappen. Samen met zijn medeconsul  Vibius Pansa en Octavianus trok hij vervolgens ten strijde tegen Marcus Antonius die zijn kamp rond Mutina had opgeslagen, waar hij Decimus Brutus belegerde.
Tijdens de Slag bij Forum Gallorum raakte Pansa dodelijk gewond, maar terwijl Antonius de overwinning dacht te hebben behaald vielen de troepen van Hirtius zijn moegestreden soldaten aan en sloeg hij op de vlucht. Zes dagen later volgde de Slag bij Mutina, waarbij Hirtius Antonius wederom versloeg, maar hij kwam hierbij wel zelf om het leven. 
 
Hirtius kreeg samen met Pansa een staatsbegrafenis in Rome.

## Auteur
Hirtius schreef het achtste boek van Julius Caesars De Bello Gallico en voltooide het daarmee. Hij beschreef ook de strijd van Caesar in Alexandrië en Africa, maar deze boeken voltooide hij niet zelf. 

### Publicaties
- Julius Caesar - De Bello Gallico (volume VIII) (ca. 50 v.Chr.) - aanvulling
- De Bello Alexandrino (ca. 40 v.Chr.) - toegeschreven (?)
- De Bello Africo (ca. 40 v.Chr.) - - toegeschreven (?)
- De Bello Hispaniensi (ca. 40 v.Chr.) - toegeschreven (?)